# Nabbo
Nabbo är en tidigare småort i Rådmansö socken i Norrtälje kommun, 25 kilometer öster om Norrtälje, med avfart mot Södersvik från E 18 mellan Spillersboda och Kapellskär. Från 2015 ingår orten i tätorten Nabbo, Gräddö och Rävsnäs.
Nabbo är ett fritidshusområde som etablerades under tidigt 1960-tal. Nabbo består av tre delområden: Nabbo, Infjärden och Hummelsvik. Åtkomst till Nabbo sker från Gräddövägen. 303 hus finns i Nabbo fritidsområde.
Det finns två vattenområden omkring Nabbo, dels Norrtäljeviken som Hummelsvik ansluter till, dels Infjärden.

## Historia
I en tiondelängd 1573 omnämns i uppräkningen av skattepliktiga i Rådmanby även en Lasse Olsson i Nabbo. 1765 genomfördes storskifte i Rådmanby. 1764–1774 års husförhörslängder omnämner följande byar ingående i Rådma rote: Marn, Rådmanby, Eneberga, Rådma backstuga och Nabbo. Laga skifte pågick 1838–1848. I lagaskifteshandlingarna framgår även uppgifter om allmänningar: 7 kolbottnar, lastageplatser, sjövistesplatserna vid Strömsudden och Nabboudden, grustäktsplats liksom en gemensam källa Vesterkällan. Vid lastageplatsen vid Nabboudden är än idag marken svart efter de kolmilor som tidigare fanns där. I Rådmanby skifteslag ingick gårdar och boställen, bland andra Hummelsvik, Nabbudden, Nämnden, Bröte, Rislycke och Tavlan. Rågångarna gentemot Björköby fastställdes. Under tidigt 1800-tal byggdes storbåtar, så kallade sandkilar ute på Nabboudden, 6 stapelbäddar finns kvar utefter strandlinjen.
Vid sekelskiftet 1900 fanns det i Nabbo 7 hästar, 2 unghästar, 20 mjölkdjur och 4 ungdjur. Vid exploateringen till tomtområde på 1960-talet behölls Nabbo bykärna oförändrad, och omkringliggande åker-, ängs- och hagmark bibehölls till stor del. Dessa marker har fortsatt att hävdas med betesdjur liksom slåtter som en del av rekreationsområdet. På så sätt har ett unikt kulturlandskap bevarats med sjöhage samt åkerholmar med rik flora och fauna. Intill Nabbo by fanns Nabbo missionshus, uppfört 1868, en byggnad som flyttades 1933 till nuvarande plats i Gräddö. Husgrunden finns kvar samt en uppförd minnessten.

## Evenemang
Midsommar firas årligen på en stor äng som ligger vid avfarten från Gräddövägen till Infjärden.